# Erythroxylum cassinoides
Erythroxylum cassinoides är en tvåhjärtbladig växtart som beskrevs av Jules Émile Planchon, Amp; Linden, José Jéronimo Triana och Planch.. Erythroxylum cassinoides ingår i släktet Erythroxylum och familjen Erythroxylaceae. Inga underarter finns listade i Catalogue of Life.